# Metabelbella clavigera
Metabelbella clavigera är en kvalsterart som först beskrevs av Rainer Willmann 1954.  Metabelbella clavigera ingår i släktet Metabelbella och familjen Damaeidae. Inga underarter finns listade i Catalogue of Life.